# Ñ
Ñ, ñ (ісп. la eñe, еньє) — п'ятнадцята літера іспанської абетки, належить до розширеної латинки.
Позначає твердопіднебінний носовий приголосний звук.
Також буква використовується в таких мовах, як кечуа, аймара, філіппінська, кримськотатарська, казахська та бретонська. Серед мов, поширених в Іспанії, ñ вживається в галісійській, астурійській та баскській.

## Історія
Історично ñ виникла як лігатура nn: тильда над першою n замість літери використовувалася для спрощення письма. Наприклад, іспанське слово año (рік) походить від латинського ANNVS. В інших мовах використовується макрон над n чи m для позначення простого подвоєння.
Вже в середньовічній латинській мові знак, що згодом в іспанській отримав назву virgulilla (тильда) зображався над голосною та позначав пропущену носову приголосну, що йшла за ним (n чи m), наприклад, tãtus замість tantus чи quã замість quam. Таке вживання перейшло до деяких інших мов на базі латинки, хоча згодом більшість із них від нього відмовилися. Іспанська та португальська мова для певних випадків зберегли цю особливість. Зокрема, в іспанській тильда (ñ) використовується для позначення твердопіднебінного носового приголосного. Слово «тильда» походить від іспанського «título», що означає «заголовок» чи «титул».
Зі слова anno, що таким чином перетворилося на ãno, згодом тильда перемістилася до «n» та збереглася як засіб позначення нового носового звуку, що з'явився в іспанській мові у цій позиції: año. Цей знак також використовувався на позначення того самого звуку в інших випадках, коли він не виникав з оригінального «nn», наприклад, leña (лат. ligna) чи señor (лат. senior).
Інші романські мови для відповідної фонеми використовують інші літери та сполучення: в італійській та французькій — gn, що також походить з латинської, в португальській та окситанській — nh, в каталанській — ny. Останні два диграфи не мають спеціальної історії походження.
При розширенні азбуки Морзе для цієї літери було введено власний код ( — — · — —).

## Кодування
| Графема | HTML     | Юнікод | TeX      |
| ------- | -------- | ------ | -------- |
| Ñ       | &Ntilde; | U+00D1 | \tilde N |
| ñ       | &ntilde; | U+00F1 | \tilde n |